# Virilitet
För tillståndet att i biologisk bemärkelse förmanligas, se virilism.
Virilitet syftar på ett brett spektrum av maskulina egenskaper som betraktas som attraktiva, särskilt i termer av styrka, sexualitet, mod, och fertilitet. Ordet virilitet kommer från latinets virilitas som betyder manlighet eller virilitet (från latinets vir, som betyder man). Enligt Oxford English Dictionary innebär virilitet ett tillstånd som präglas av styrka eller kraft. Virilitet förknippas ofta med positiva och vad som betraktas som typiskt manliga egenskaper som kraft, hälsa, stabilitet, god fysik, i synnerhet förmågan av att avla barn.
Historiskt har maskulina attribut som skäggväxt varit tecken på virilitet och ledarskapsförmåga (exempelvis i Forntida Egypten och Antikens Grekland).

### Notförteckning
1. ↑  ”Virile Definition & Meaning | Britannica Dictionary” (på amerikansk engelska). www.britannica.com. https://www.britannica.com/dictionary/virile. Läst 9 februari 2024.
2. ↑  Oxford English Dictionary
3. ↑  Schiebinger, Londa 1993.

### Källförteckning
- Schiebinger, Londa (1993), Nature's Body, Boston, Massachusetts: Beacon Press